# Список депутатов Национального собрания Армении V созыва
Список депутатов Национального собрания Армении V созыва избранные в 2012 году.
| Фракция                                                 | Голоса |
| ------------------------------------------------------- | ------ |
| Фракция «Республиканская партия Армении»                | 69     |
| Фракция «Процветающая Армения»                          | 37     |
| Фракция «Армянский национальный конгресс»               | 7      |
| Фракция «Страна законности» (Оринац Еркир)              | 6      |
| Фракция «Армянская революционная федерация Дашнакцутюн» | 5      |
| Фракция «Наследие»                                      | 5      |
| Независимые депутаты                                    | 2      |

## Фракция «Республиканская» (РПА)
Образована 31.05.2012
Состоит из 69 депутатов
| Фамилия, Имя, Отчество                       | Округ | Партия                                        |
| Багдасарян Ваграм Вагинакович (руководитель) | 64    | Республиканская Партия Армении (РПА)          |
| Меликян Гагик Вагинакович (секретарь)        | 49    | Республиканская Партия Армении (РПА)          |
| Авагян Карен Карленович                      | 58    | Республиканская Партия Армении (РПА)          |
| Аветисян Сукиас Гегелевич                    | 63    | Республиканская Партия Армении (РПА)          |
| Агабабян Ашот Сережаевич                     | 33    | Республиканская Партия Армении (РПА)          |
| Аджемян Карине Хачиковна                     | 57    | Республиканская Партия Армении (РПА)          |
| Айвазян Вардан Суренович                     | 61    | Республиканская Партия Армении (РПА)          |
| Акопян Акоп Гарникович                       | 41    | Республиканская Партия Армении (РПА)          |
| Акопян Акоп Рафикович                        | 24    | Республиканская Партия Армении (РПА)          |
| Алексанян Лерник Рафикович                   | 42    | Республиканская Партия Армении (РПА)          |
| Алексанян Самвел Лиминдрович                 | 7     | Беспартийный                                  |
| Амбарцумян Аркади Станиславович              | 29    | Беспартийный                                  |
| Арсенян Ашот Егишеевич                       | 39    | Республиканская Партия Армении (РПА)          |
| Арутюнян Гамлет Микаелович                   | 69    | Республиканская Партия Армении (РПА)          |
| Арутюнян Хосров Меликович                    | 54    | Христианско-демократический союз Армении      |
| Баблоян Ара Саенович                         | 56    | Республиканская Партия Армении (РПА)          |
| Бабуханян Айк Борисович                      | 55    | Союз «Конституционное право» (КП)             |
| Бадалян Володя Арамаисович                   | 79    | Беспартийный                                  |
| Бекарян Карен Манукович                      | 74    | Беспартийный                                  |
| Вардапетян Тачат Мартунович                  | 81    | Беспартийный                                  |
| Геворгян Нагапет Багратович                  | 66    | Республиканская Партия Армении (РПА)          |
| Геворкян Артур Самвелович                    | 5     | Республиканская Партия Армении (РПА)          |
| Гегамян Арташес Мамиконович                  | 53    | Национальное Единение (НЕ)                    |
| Григорян Гайк Оганесович                     | 37    | Республиканская Партия Армении (РПА)          |
| Григорян Грант Меружанович                   | 20    | Республиканская Партия Армении (РПА)          |
| Григорян Манвел Секторович                   | 51    | Беспартийный                                  |
| Давтян Артак Людвигович                      | 78    | Республиканская Партия Армении (РПА)          |
| Есаян Маргарит Генриковна                    | 60    | Республиканская Партия Армении (РПА)          |
| Закарян Артак Борисович                      | 75    | Республиканская Партия Армении (РПА)          |
| Зограбян Размик Артаваздович                 | 45    | Республиканская Партия Армении (РПА)          |
| Карапетян Армен Сережаевич                   | 38    | Республиканская Партия Армении (РПА)          |
| Карапетян Карен Саркисович                   | 32    | Республиканская Партия Армении (РПА)          |
| Карапетян Наира Арташесовна                  | 70    | Единая Либеральная Национальная Партия (МИАК) |
| Караханян Вазген Гукасович                   | 67    | Республиканская Партия Армении (РПА)          |
| Марабян Марине Геворковна                    | 40    | Беспартийный                                  |
| Маркосян Вреж Варанцовович                   | 14    | Республиканская Партия Армении (РПА)          |
| Мартиросян Левон Юрикович                    | 59    | Единая Либеральная Национальная Партия (МИАК) |
| Меликян Спартак Сейранович                   | 72    | Партия «Демократия и труд»                    |
| Минасян Гагик Енгибарович                    | 46    | Республиканская Партия Армении (РПА)          |
| Минасян Мкртич Акопович                      | 80    | Республиканская Партия Армении (РПА)          |
| Мкртчян Ваграм Патваканович                  | 62    | Республиканская Партия Армении (РПА)          |
| Мнацаканян Мнацакан Андраникович             | 15    | Республиканская Партия Армении (РПА)          |
| Мовсисян Аракел Абраамович                   | 68    | Республиканская Партия Армении (РПА)          |
| Мурадян Мурад Саакович                       | 16    | Республиканская Партия Армении (РПА)          |
| Мурадян Рузанна Карапетовна                  | 65    | Республиканская Партия Армении (РПА)          |
| Мхитарян Армен Ашотович                      | 77    | Республиканская Партия Армении (РПА)          |
| Нагапетян Корюн Гарникович                   | 8     | Республиканская Партия Армении (РПА)          |
| Нагдалян Эрмине Микаеловна                   | 48    | Республиканская Партия Армении (РПА)          |
| Никоян Самвел Паргевович                     | 43    | Республиканская Партия Армении (РПА)          |
| Нушикян Гарегин Гагикович                    | 10    | Беспартийный                                  |
| Овсепян Рубен Гарникович                     | 6     | Республиканская Партия Армении (РПА)          |
| Оганесян Араик Рафаелович                    | 76    | Республиканская Партия Армении (РПА)          |
| Петросян Алексан Макарович                   | 21    | Республиканская Партия Армении (РПА)          |
| Петросян Шушан Самвеловна                    | 52    | Республиканская Партия Армении (РПА)          |
| Погосян Карине Гамлетовна                    | 17    | Республиканская Партия Армении (РПА)          |
| Саакян Арман Сосович                         | 35    | Республиканская Партия Армении (РПА)          |
| Саакян Галуст Григорьевич                    | 44    | Республиканская Партия Армении (РПА)          |
| Саакян Оганнес Мишаевич                      | 47    | Республиканская Партия Армении (РПА)          |
| Садоян Рубен Альфредович                     | 9     | Республиканская Партия Армении (РПА)          |
| Саргсян Артак Самвелович                     | 4     | Республиканская Партия Армении (РПА)          |
| Саргсян Роберт Гургенович                    | 1     | Республиканская Партия Армении (РПА)          |
| Сарибекян Карен Багишевич                    | 31    | Республиканская Партия Армении (РПА)          |
| Сароян Седрак Фирдусович                     | 19    | Беспартийный                                  |
| Седракян Мгер Давидович                      | 13    | Республиканская Партия Армении (РПА)          |
| Софоян Оганнес Сережаевич                    | 71    | Беспартийный                                  |
| Степанян Артур Арсенович                     | 3     | Республиканская Партия Армении (РПА)          |
| Торосян Ширак Артемович                      | 73    | Партия «Могучая Родина»                       |
| Фарманян Самвел Жораевич                     | 2     | Республиканская Партия Армении (РПА)          |
| Шармазанов Эдуард Овсепович                  | 50    | Республиканская Партия Армении (РПА)          |

## Фракция «Процветающая Армения»
Образована 31.05.2012
Состоит из 33 депутатов
| Фамилия, Имя, Отчество                  | Округ | Партия                                     |
| Зограбян Наира Вагановна (руководитель) | 84    | Партия «Процветающая Армения»              |
| Энфиаджян Ваге Саркисович (секретарь)   | 89    | Партия «Процветающая Армения»              |
| Аветисян Армен Николаевич               | 108   | Партия «Процветающая Армения»              |
| Агабабян Араик Размикович               | 109   | Партия «Процветающая Армения»              |
| Аракелян Базмасер Манафасович           | 105   | Беспартийный                               |
| Арамян Ара Гайкович                     | 107   | Партия «Процветающая Армения»              |
| Арсенян Гурген Бабкенович               | 83    | Объединенная Трудовая Партия (ОТП)         |
| Ахоян Арагац Андрушович                 | 100   | Беспартийный                               |
| Бабаян Ваан Шотаевич                    | 91    | Партия «Процветающая Армения»              |
| Варданян Элинар Суреновна               | 87    | Беспартийный                               |
| Гаспарян Рустам Рафикович               | 93    | Беспартийный                               |
| Геворкян Рубен Петикович                | 90    | Партия «Процветающая Армения»              |
| Григорян Мартун Камоевич                | 34    | Беспартийный                               |
| Гулоян Мурад Арамович                   | 27    | Партия «Процветающая Армения»              |
| Давтян Грант Давидович                  | 98    | Партия «Процветающая Армения»              |
| Карагезян Арутюн Арпиарович             | 95    | Беспартийный                               |
| Карапетян Ваган Гургенович              | 103   | Партия «Процветающая Армения»              |
| Карапетян Каро Еремович                 | 94    | Беспартийный                               |
| Манукян Абраам Акобович                 | 96    | Партия «Процветающая Армения»              |
| Манукян Мелик Сарибекович               | 26    | Партия «Процветающая Армения»              |
| Маргарян Степан Григоревич              | 88    | Партия «Могучая Родина»                    |
| Махсудян Ваагн Ваграмович               | 106   | Партия «Процветающая Армения»              |
| Мелкумян Микаел Сергеевич               | 86    | Партия «Процветающая Армения»              |
| Мхитарян Аршак Гарменович               | 97    | Партия «Процветающая Армения»              |
| Нерсисян Тигран Робертович              | 102   | Беспартийный                               |
| Оганесян Ваге Лаврентьевич              | 85    | Беспартийный                               |
| Осканян Вардан Минасович                | 82    | Беспартийный                               |
| Симонян Меружан Гамлетович              | 99    | Партия «Процветающая Армения»              |
| Степанян Тигран Вачикович               | 101   | Партия «Процветающая Армения»              |
| Уриханян Тигран Хачатурович             | 92    | Прогрессивная центристская партия «Альянс» |
| Хачатрян Гайк Робертович                | 104   | Партия «Процветающая Армения»              |
| Хачатрян Лева Юзикович                  | 12    | Партия «Процветающая Армения»              |
| Царукян Гагик Коляевич                  | 28    | Партия «Процветающая Армения»              |

## Фракция «Армянский национальный Конгресс»
Образована 31.05.2012
Состоит из 7 депутатов
| Фамилия, Имя, Отчество                | Округ | Партия                                |
| Зурабян Левон Арамович (руководитель) | 112   | Армянский национальный Конгресс       |
| Манукян Арам Вигенович (секретарь)    | 111   | Армянский национальный Конгресс       |
| Багратян Грант Араратович             | 115   | Свобода                               |
| Демирчян Степан Каренович             | 110   | Народная Партия Армении (НПА)         |
| Джангирян Гагик Врежович              | 116   | Армянский национальный Конгресс       |
| Пашинян Никол Воваевич                | 114   | Беспартийный                          |
| Саргсян Людмила Наримановна           | 113   | Социал-демократическая Партия Гнчакян |

## Фракция «Страна законности»
Образована 31.05.2012
Состоит из 5 депутатов
| Фамилия, Имя, Отчество                | Округ | Партия            |
| Бишарян Егине Вачеевна (руководитель) | 127   | Страна Законности |
| Шахгельдян Мгер Левонович (секретарь) | 129   | Страна Законности |
| Дохолян Левон Мартунович              | 128   | Страна Законности |
| Маргарян Оганнес Гайкович             | 131   | Страна Законности |
| Хачатрян Ишхан Мишаевич               | 130   | Страна Законности |

## Фракция «Армянская революционная федерация Дашнакцутюн»
Образована 31.05.2012
Состоит из 5 депутатов
| Фамилия, Имя, Отчество                  | Округ | Партия                                               |
| Рустамян Армен Езнакович (руководитель) | 118   | Армянская революционная федерация Дашнакцутюн (АРФД) |
| Варданян Агван Аршавирович (секретарь)  | 119   | Армянская революционная федерация Дашнакцутюн (АРФД) |
| Бабаян Армен Карлушович                 | 121   | Беспартийный                                         |
| Манукян Микаел Вагинакович              | 117   | Армянская революционная федерация Дашнакцутюн (АРФД) |
| Шахмурадян Карен Рафаэлович             | 120   | Беспартийный                                         |

## Фракция «Наследие»
Образована 31.05.2012
Состоит из 3 депутатов
| Фамилия, Имя, Отчество                  | Округ | Партия                     |
| Погосян Теван Жерайрович (руководитель) | 122   | Беспартийный               |
| Акопян Рубик Карапетович (секретарь)    | 126   | Беспартийный               |
| Арзуманян Александр Робертович          | 125   | Партия Свободные демократы |

## Депутаты, не включенные во фракции и депутатские группы
8 депутатов
| Фамилия, Имя, Отчество       | Округ | Партия                       |
| Ботоян Карен Овсепович       | 23    | Беспартийный                 |
| Григорян Араик Темурович     | 18    | Беспартийный                 |
| Кокобелян Хачатур Гришаевич  | 123   | Партия «Свободные демократы» |
| Кочарян Давид Жораевич       | 25    | Беспартийный                 |
| Маргарян Григори Сережаевич  | 11    | Беспартийный                 |
| Марукян Эдмон Грачикович     | 30    | Беспартийный                 |
| Петоян Мушег Туринджович     | 36    | Беспартийный                 |
| Пастунджян Заруи Амазасповна | 36    | Партия -Наследие             |